# Merismatium discrepans
Merismatium discrepans är en lavart som först beskrevs av Johann Gottlieb Franz-Xaver Lahm och som fick sitt nu gällande namn av Dagmar Triebel. 
Merismatium discrepans ingår i släktet Merismatium, och familjen Verrucariaceae. Arten är reproducerande i Sverige.